# Luis Barragán Morfín

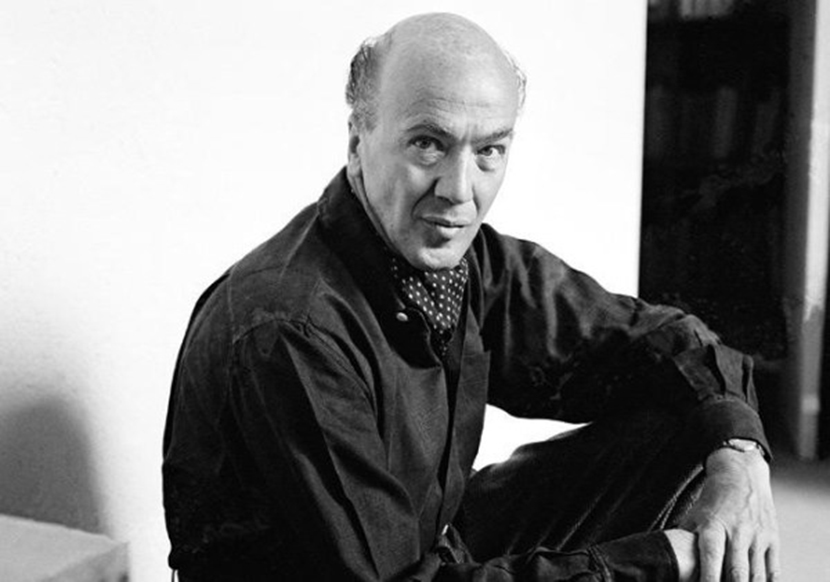
Luis Barragán Morfín

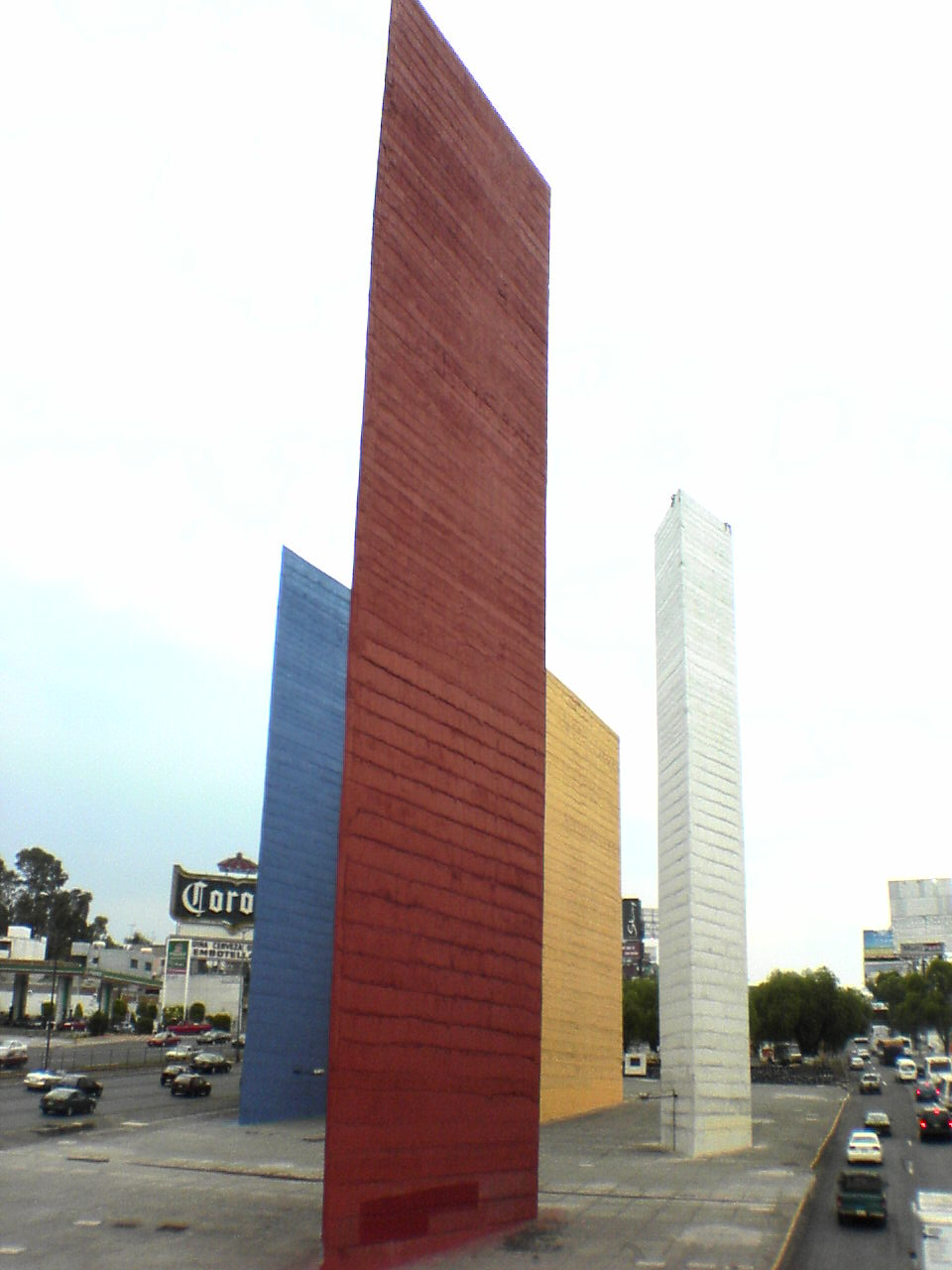
Torres Satélite (1957–58)

Luis Ramiro Barragán Morfín (* 9. März 1902 in Guadalajara; † 22. November 1988 in Mexiko-Stadt), meist als Luis Barragán bekannt, war ein mexikanischer Architekt, dessen Lebenswerk 1980 mit dem Pritzker-Preis für Baukunst, einem der weltweit renommiertesten Architekturpreise, gewürdigt wurde.

## Leben
Luis Barragán wurde als drittes von neun Kindern auf der Hacienda des Corrales in Guadalajara geboren. Seine Eltern waren wohlhabende Großgrundbesitzer, die 1935 unter Lázaro Cárdenas enteignet wurden. Er wurde auf katholischen Schulen erzogen und war zeitlebens ein gläubiger Katholik. Er studierte von 1919 bis 1923 an der Escuela Libre de Ingenieros in Guadalajara Ingenieurwissenschaften. 1925–1927 unternahm er eine ausgedehnte Studienreise durch Europa. Er interessierte sich dabei vor allem für die maurische Architektur im südlichen Spanien, die mediterrane europäische Architektur, die Gärten des Malers Ferdinand Bac und die theoretischen Schriften von Le Corbusier. Er besuchte die Internationale Ausstellung der Arts decoratifs, die 1925 in Paris stattfand. 1931 reiste er über Chicago und New York, wo er Frederick Kiesler begegnete, ein zweites Mal nach Europa. Hier wurde er mit Le Corbusier und Ferdinand Bac bekannt.
Seine frühen Entwürfe waren von den Erfahrungen in Europa und Nordamerika geprägt und näherten sich rasch dem internationalen Stil an. Aber auch japanische Einflüsse nahm er auf. 1935 zog Barragán von Guadalajara nach Mexiko-Stadt und widmete sich ab den 1940er Jahren der Erschließung und Entwicklung großstädtischer Wohngebiete, etwa der Siedlung Jardines del Pedregal im Süden von Mexiko-Stadt. Hier kaufte er 1944 323 ha eines Lavafelds des Vulkans Xitle auf und legte eine Neubausiedlung an. Barragán arbeitete mit dem mexikanischen Maler Jesús Reyes Ferreira zusammen, der sich besonders für die traditionelle mexikanische Architektur interessierte. Die Gärten mit Schwimmbädern und Rasenflächen waren direkt in die Lavaflüsse integriert, der Fels höchstens mit Treppenstufen versehen. Die glatten Wände der Häuser wurden auf Anregung von Reyes Fereira in kräftigen Farben gestrichen, was später zu Barragáns Markenzeichen wurde. Die Häuser besaßen große Innenhöfe und Panoramafenster. Bei der Bepflanzung verwendete er vorzugsweise einheimische Pflanzen, wie Kiefern, Mimosen, Jacaranda und den Kaktus Senecio praecox. Die Wände der Häuser waren mit Kletterpflanzen überwachsen. Die Photographien von Armando Salas Portugal machten die modernistische Anlage weltweit berühmt.
1958 kaufte Barragán Land in der künftigen Vorstadt Arboledas auf. Er entwarf Häuser und Gärten, die er nach dem Bau erfolgreich verkaufte. Es waren Anlagen, in denen der wohlhabende Eigentümer auch Pferde halten konnte, mit Ställen, Roßschwemmen, Tränken, Reitpfaden und Weideflächen. Anschließend entwickelte er Les Clubes (1961–1972). Hier wurde das Folke-Egeström-Haus am bekanntesten. Das Schwimmbecken wurde von höhergelegenen breiten flachen Wasserrinnen, einem weiteren Markenzeichen Barragáns, gespeist. Das Haus war weiß, die rechteckigen Wände der weitläufigen Stallanlagen waren in Dunkelrot, Orange, Magenta und Hellrot gehalten.
Über die Fachwelt hinaus machten ihn eine Reihe von Wohnhäusern und Anlagen bekannt, die sich durch eine minimalistische Formensprache und expressiven Farbeinsatz auszeichnen. Barragán verband so moderne Architektur mit einer regionalen künstlerischen Tradition.
Barragán suchte stets den Austausch mit anderen Intellektuellen und Künstlern und arbeitete seit dem Beginn seiner beruflichen Tätigkeit eng mit Fotografen zusammen. Als wichtigster Partner begleitete und dokumentierte der mexikanische Fotograf Armando Salas Portugal das Werk Luis Barragáns jahrzehntelang auf kongeniale Weise. Zusammen mit dem aus Deutschland emigrierten Künstler Mathias Goeritz schuf Barragán die Torres Satélite (1957–58), eine städtebauliche Großskulptur inmitten einer Hauptverkehrsader von Mexiko-Stadt.

## Bedeutung
Barragán hatte großen Einfluss auf die moderne Architekturtradition Mexikos, aber auch auf zeitgenössisches Gartendesign. Er gilt als „Meister der emotionalen Architektur“. Seine Gärten sind durch seine Aufmerksamkeit für die Beziehung zwischen Haus und Landschaft geprägt. Die wichtigsten Einflüsse sind islamische Gärten, insbesondere die maurischen Gärten Spaniens und der internationale Stil in der Architektur, insbesondere das Werk Le Courbusiers. In den meisten seiner Gärten ist Wasser ein prägendes Gestaltungselement (rechteckige Teiche, geradlinige Kanäle, die das Motiv des islamischen Tschāhār Bāgh aufnehmen, und Wasserfälle), dazu kommen die charakteristischen rechteckigen Teilmauern, die in kräftigen Primärfarben verputzt sind (meist Rot, Blau und Weiß) und das Design beherrschen.
Das Pflanzenspektrum wird von mediterranen Arten geprägt, Barragán verwendete aber auch australische Arten wie Eukalyptus und zahlreiche Pflanzen aus den Trockengebieten der Neotropen.

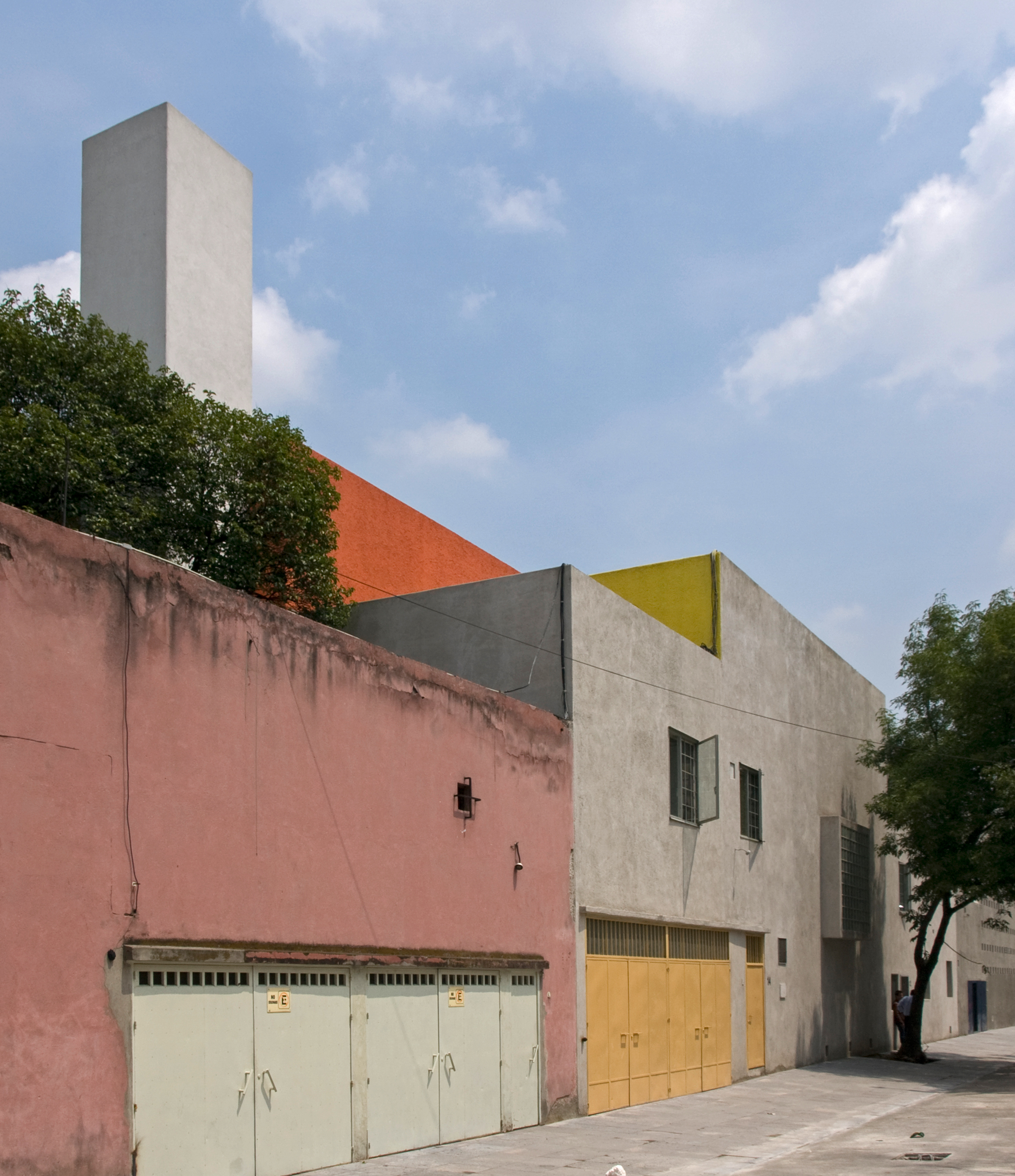
Casa Barragán (1947–48)

Barragans Mauern wurden von modernen Gartengestaltern wie Christopher Bradley-Hole wieder aufgenommen.

## Auszeichnungen
- 1980 Pritzker-Preis für Baukunst („Nobelpreis“ für Architektur)
- 1984 Ehrenmitglied der American Academy of Arts and Letters[8]
- 1987 American Prize for Architecture
- 2004 Aufnahme des Casa Barragán ins UNESCO-Weltkulturerbe

In Birsfelden ist die 1996 Barragan Foundation ansässig, die seinen Nachlass verwaltet.
Seit 2022 im Vitra Design Museum in Weil am Rhein

## Bauten (Auswahl)
- 1947–48 Casa Barragán eigenes Wohnhaus in Tacubaya, Mexiko-Stadt, Weltkulturerbe der UNESCO
- 1953–60 Kloster und Kapelle Capuchinas Sacramentarias del Purisimo Corazón de Maria in Tlalpan, Mexiko-Stadt mit Mathias Goeritz
- 1955 Casa Antonio Gálvez in San Angel, Mexiko-Stadt
- 1958–63 Subdivisión Las Arboledas in Atizapán de Zaragoza, Mexiko-Stadt
- 1961–72 Los Clubes und Casa Egerström in Atizapán de Zaragoza, Mexiko-Stadt
- 1975–77 Casa Gilardi, Mexiko-Stadt

## Gärten
- Plaza del Bebedreo de los Caballos, Los Arboledas (Mexiko), 1961[9].
- Brunnen „Campbell Divertimento“ in Beverly Hills, Los Angeles, posthum errichtet[10]

## Ausstellungen
- „Luis Barragán. Die stille Revolution“. Vitra Design Museum, Weil am Rhein 2000[11].

## Galerie

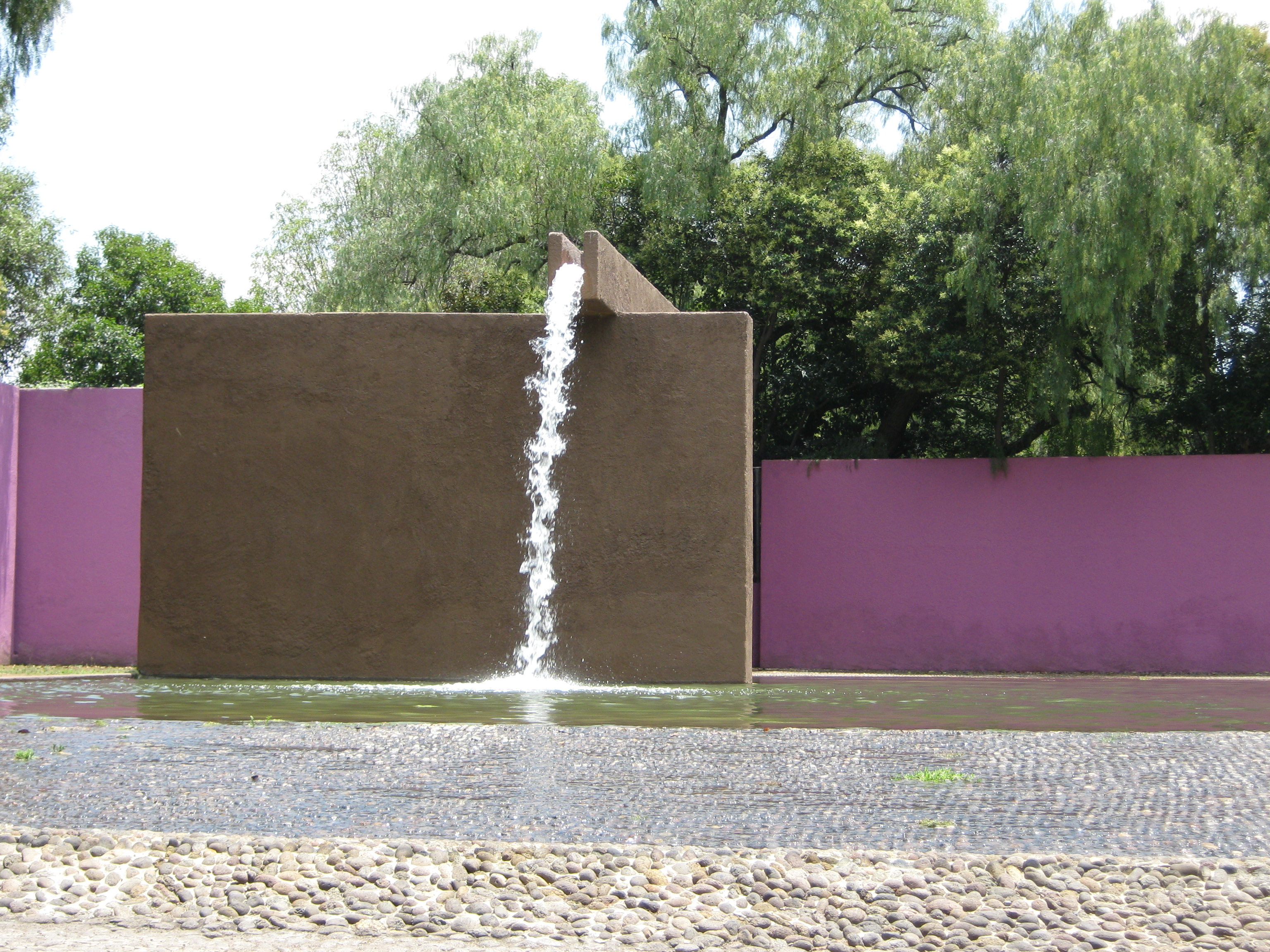
Fuente de los Amantes (1964–69)
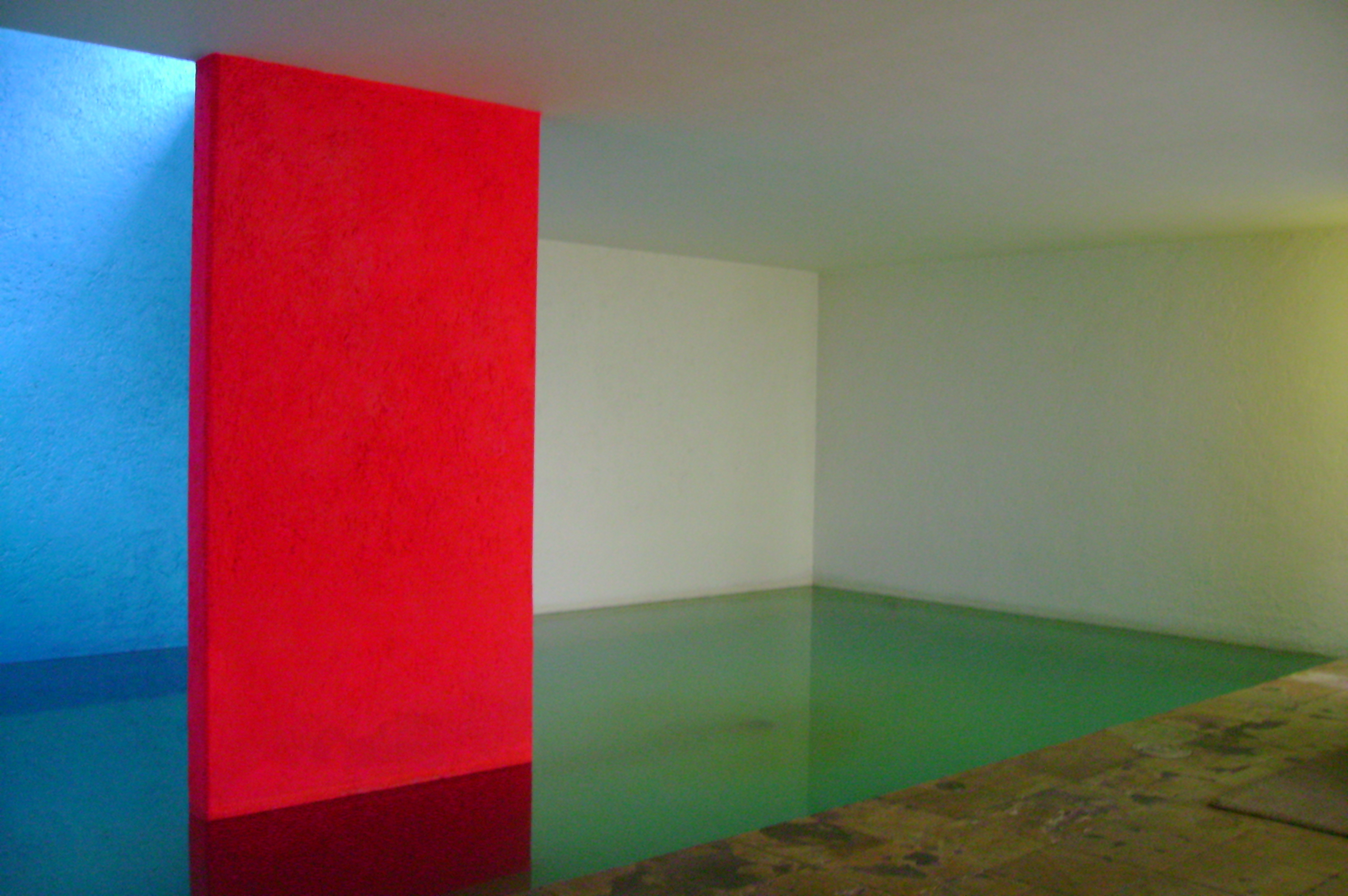
Casa Gilardi (1975–77)
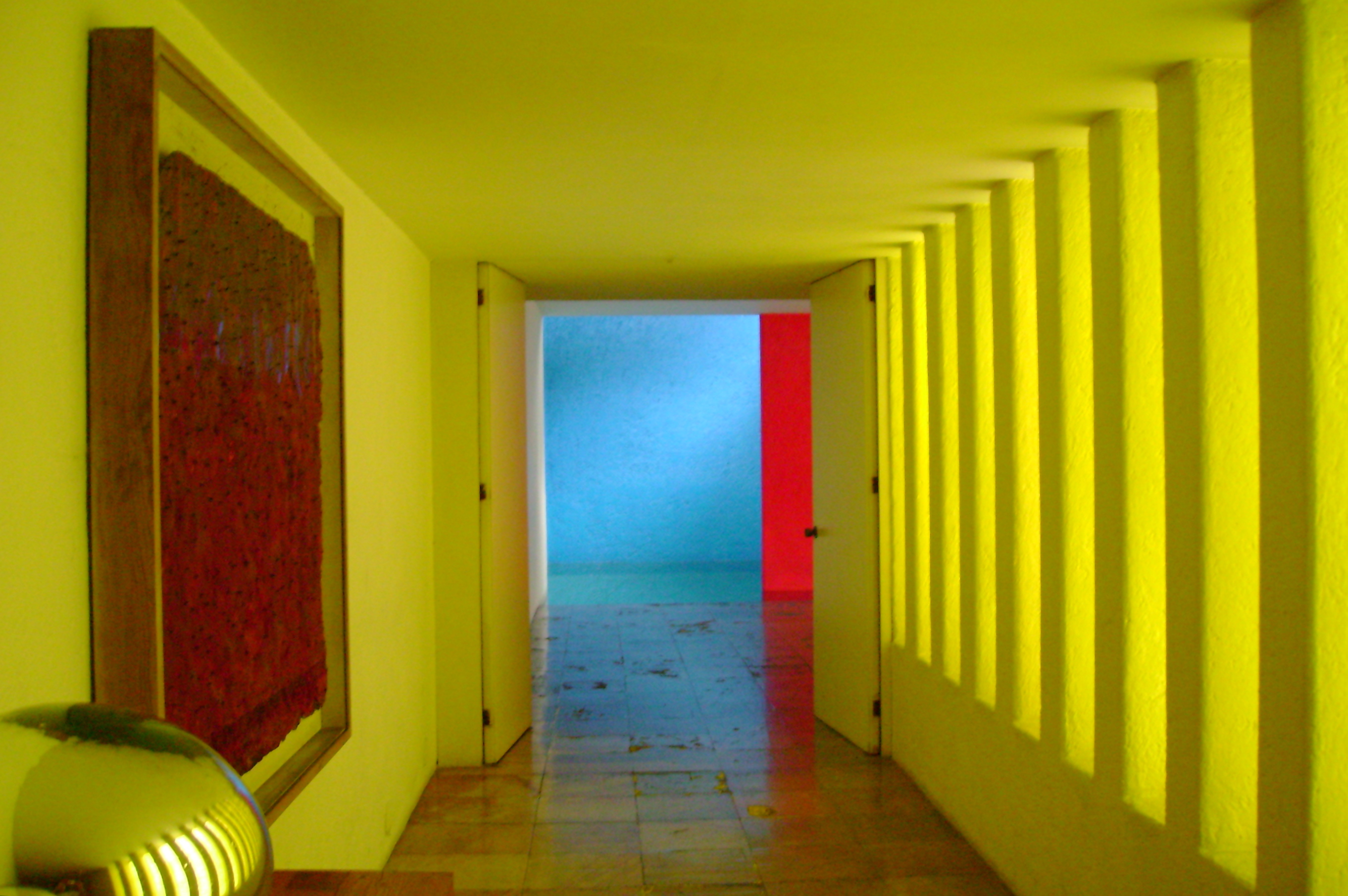
Casa Gilardi (1975–77)
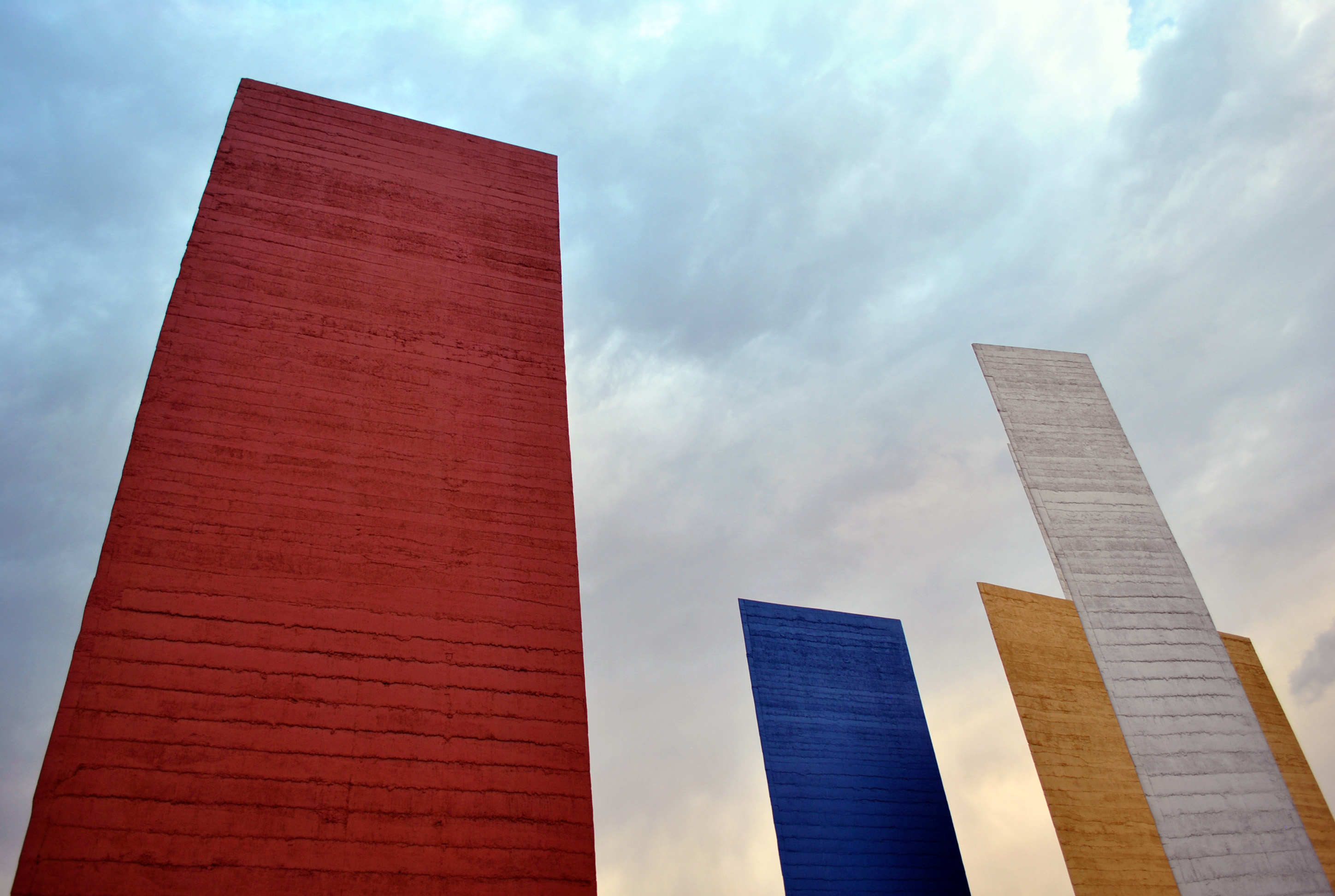
Torres de Satélite (1957–58)